# 후지무라 게이타
후지무라 게이타(일본어: 藤村 慶太, 1993년 9월 2일 ~ )는 일본의 축구 선수이다.

## 구단 경력
그는 2012년부터 J리그의 베갈타 센다이, 츠바이겐 가나자와에서 뛰었다.